# Controlador aéreo

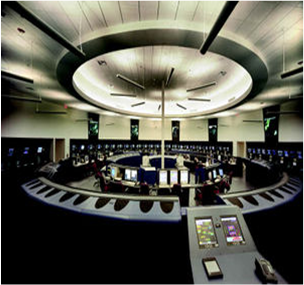
Centro de control de área

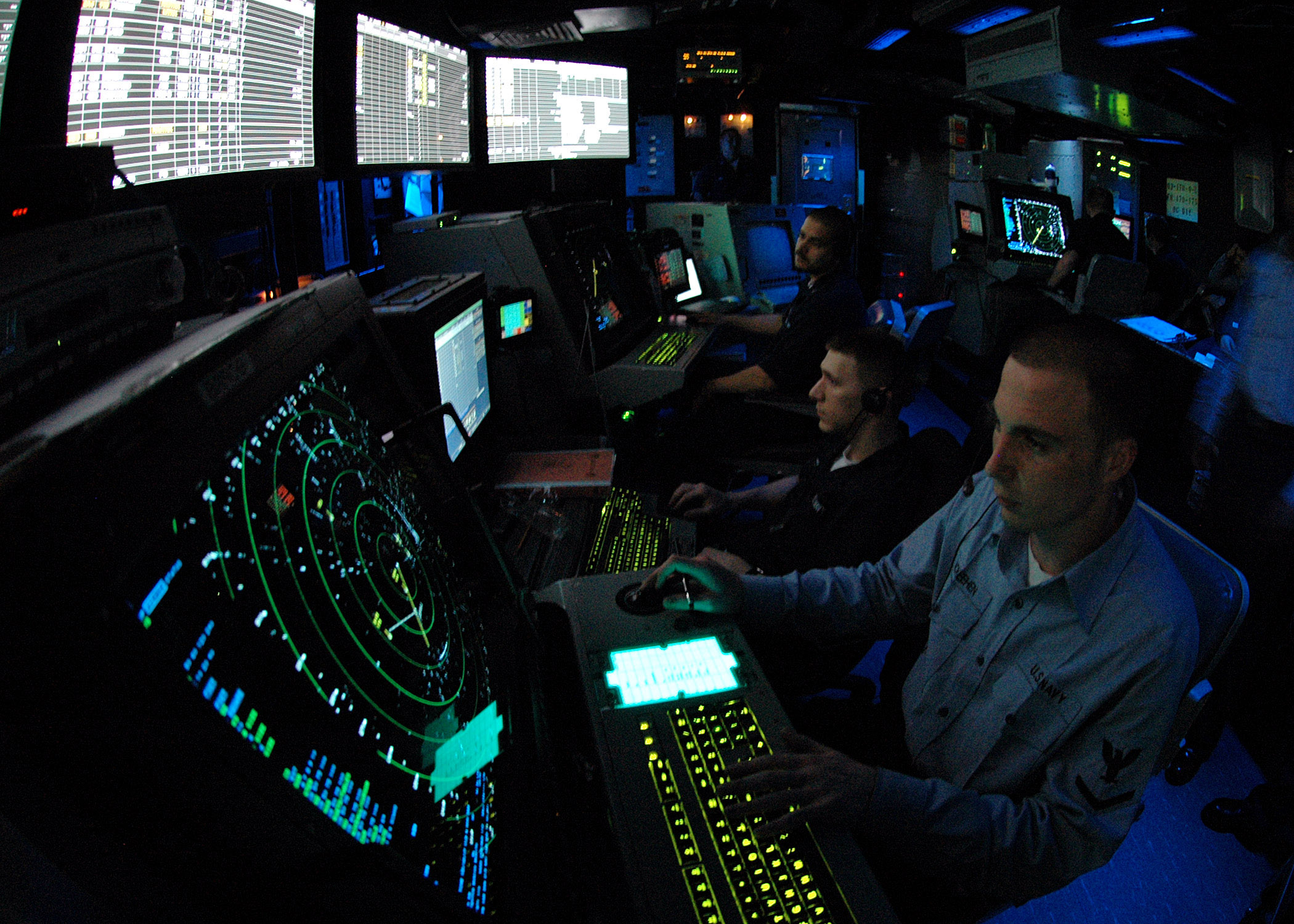
Controlador militar de tráfico aéreo, Centro
Carrier Air Traffic Control (CATTC) a bordo del clase Nimitz USS Abraham Lincoln (CVN 72)

Un controlador de tránsito aéreo, o controlador de tráfico aéreo (ATC, siglas en inglés de Air Traffic Controller), es la persona encargada profesionalmente de dirigir el tránsito de aeronaves en el espacio aéreo y en los aeropuertos, de modo seguro, ordenado y rápido, autorizando a los pilotos con instrucciones e información necesarias, dentro del espacio aéreo de su jurisdicción, con el objetivo de prevenir colisiones, principalmente entre aeronaves y obstáculos en el área de maniobras. Es el responsable más importante del control de tránsito aéreo.
Su labor es complicada, debido al denso tránsito de aviones, a los posibles cambios meteorológicos y otros imprevistos. Los controladores de tránsito aéreo se seleccionan entre personas con gran percepción y proyección espacial, recibiendo, a su vez, un intensivo entrenamiento, tanto en simuladores de Torre de Control, Control de Aproximación, Control de Área y Radar, como también como pilotos, en Simuladores de Vuelo, para profundizar sus conocimientos de vuelo por instrumentos, en los cursos básico e intermedio, de Control de Tránsito Aéreo.
Para mantener la seguridad en cuanto a separación entre aeronaves, los ATC aplican normas dispuestas y recomendaciones entregadas por la Organización de Aviación Civil Internacional, OACI, Federal Aviation Administration, FAA, y demás autoridades aeronáuticas de cada país. El controlador de turno, es responsable de las aeronaves que vuelan en un área tridimensional del espacio aéreo conocido como área de control, área de control terminal, aerovía, etc. Cada controlador ha de coordinarse con los controladores de sectores adyacentes para planificar las condiciones en que una aeronave ingresará en su área de responsabilidad, entregando dicho vuelo sin ningún tipo de conflicto respecto de otro tránsito, condición meteorológica, posición geográfica o de altitud (nivel de vuelo), siendo esto válido, tanto para vuelos nacionales como internacionales.
Los controladores trabajan en los Centros de Control de Área, ACC, en la Torre de Control, TWR o la Oficina de Control de Aproximación, APP, donde disponen de varios sistemas electrónicos y de computación, que les ayudan en el control y gestión del tráfico, como el Radar, RDR, (radio detection and ranging), que es un instrumento emisor/receptor de ondas de altísima frecuencia, el cual detecta los objetos que vuelan dentro de su espacio aéreo y a través de programas computacionales, los presenta en las Pantallas Radar, que les facilitan la gestión y progreso de los vuelos en sus posiciones de control. Existen otros programas de asistencia, como los que ajustan las pistas disponibles, tanto para despegue como aterrizaje de aviones y el orden en que los vuelos han de despegar y aterrizar para optimizar el número de vuelos controlables.
Normalmente, el grupo de la torre de control se forma de una gran cantidad de individuos, especializados en una tarea concreta; por ejemplo, el encargado del radar, el controlador de pistas de aterrizaje y despegue, (Local Control), el controlador encargado de entregar autorizaciones a las aeronaves que salen bajo reglas de vuelo por instrumentos, (Clearance Delivery), el controlador encargado de autorizaciones en Calles de Rodaje, TWY y plataforma, (Ground Control) o el supervisor general.
En la actualidad, en España, la gran mayoría de los controladores aéreos civiles son empleados de ENAIRE (entidad pública empresarial creada tras la división de Aena en una parte de Aeropuertos y otra de Navegación Aérea) mientras que el resto trabaja  en dos empresas privadas después de que el Gobierno Socialista de José Luis Rodríguez Zapatero privatizara parte de las torres de control: Saerco, creada por Ildefonso de Miguel   y Skyway (perteneciente al fondo capital-riesgo Portobello).

## Tipos de Controladores o Controladoras de tráfico aéreo
- El controlador de autorizaciones  (DEL): persona encargada de dar todas las autorizaciones de Plan de Vuelo a las aeronaves salientes.

- El controlador de Tierra (GND): persona encargada de guiar a la aeronave "en tierra" por las calles de rodaje(TWY-Taxiway) tanto desde las puertas de embarque a la pista de aterrizaje activa como a otras plataformas en el aeropuerto y desde la pista al aparcamiento.

- El controlador de Torre  (TWR): tiene al mando la pista o pistas de aterrizaje y las intersecciones; autoriza a la aeronave para aterrizar o despegar, y controla las reglas de vuelo visual o visual fly rules (VFR), opera en el espacio conocido como ATZ con un alcance de 5 millas náuticas (9260 m), proporciona información sobre meteorología adversa, trabajos que afecten a la pista y otros tales como bandadas de aves.

- El controlador de Aproximación  (APP): controla el espacio aéreo, CTR le da prioridades a los vuelos IFR (instrumental fly rules) o reglas de vuelo por instrumentos, alrededor de las 5 millas hasta el límite propio de su espacio pudiendo ser de 10, 20 o 40 millas según el caso y 195 ft (59 m) de altura (ft=pies). Maneja los tráficos que salen y llegan a uno o más aeropuertos. En las salidas, este los transfiere al controlador de centro (ACC) antes de alcanzar el límite de su espacio aéreo tanto en extensión como en altura. En las llegadas el controlador de ACC transfiere a las aeronaves a TWR cuando van a aproximarse para aterrizar. Puede trabajar o bien con un radar o mediante horas estimadas y fichas de progreso de vuelo.

- El controlador de Ruta o Área  (ACC): controla el resto del espacio aéreo. Los límites entre aproximación y ruta se establecen entre los centros de control mediante cartas de acuerdo. En líneas generales, el controlador de ruta o área, controla los tráficos establecidos a un nivel de vuelo y el controlador de aproximación los tráfico en evolución, tanto en ascenso para el nivel de vuelo idóneo como en descenso para aterrizar en el aeropuerto de destino.

NOTA: hay estados donde un solo Controlador Aéreo realiza más de una función. Por ejemplo, el DEL puede realizar a su vez GND.

## Requisitos para ser controlador aéreo
Para ser controlador aéreo no es necesario tener ninguna carrera, lo que si es obligatorio es pasar unas oposiciones. Aun así, es esencial obtener una licencia de alumno-controlador y formación de unidad. Una vez obtengas dicha licencia para presentarte a las oposiones de controlador aéreo necesitarás presentar los siguientes documentos:
- Licencia.
- Certificado de idiomas.
- Certificado médico.También se deben acreditar varias anotaciones de habilitación:

- Control de aeródromo visual (ADV).
- Control de aeródromo por instrumentos (ADI).
- Control de aproximación por procedimientos (APP).
- Control de vigilancia de aproximación (APS).
- Control de área por procedimientos (ACP).
- Control de vigilancia de área (ACS).

Estos serían los requisitos para poder optar a un puesto de controlador aéreo.
Los controladores aéreos están sujetos a algunos de los requisitos de salud física y mental más estrictos de cualquier profesión, lo que refleja un alto nivel de responsabilidad. En Europa y partes de Asia, los controladores aéreos deben poseer un certificado médico de clase 3, que incluye una evaluación de la visión, la audición y la salud física y mental.

### En Estados Unidos
Aunque en Estados Unidos no existe una certificación obligatoria, los candidatos se someten a evaluaciones similares a las de la FAA; por ejemplo, los controladores aéreos deben realizar el Cuestionario Multifásico de Personalidad de Minnesota (MMPI) antes de poder ejercer la profesión.
También deberán realizar el examen ATSA, que evalúa las aptitudes para el control del tráfico aéreo y es una prueba informatizada que predice las capacidades para convertirse en controlador aéreo.
Además, algunas afecciones médicas como la diabetes, la epilepsia, las cardiopatías y muchos trastornos psiquiátricos (por ejemplo, depresión clínica, TDAH, trastorno bipolar, trastornos de la personalidad, antecedentes de abuso de sustancias, etc.) pueden dar lugar a una descalificación automática o requerir pruebas explícitas y dispensas firmadas por una autoridad médica supervisora que demuestre que el trastorno no afecta a la capacidad de la persona para desempeñar el trabajo.
Otras afecciones, como la hipertensión, aunque no son automáticamente descalificantes, se toman en serio y deben ser controladas por médicos colegiados.
Los despachadores deben tomar precauciones para mantenerse sanos. Además, los expedidores deben informar de todos los medicamentos que tomen, incluso los de venta libre, a la autoridad médica responsable.
También se requieren habilidades de escucha y comunicación eficaces, ya que los expedidores deben comprender y comunicar claramente la información en un entorno de gran tensión. Estas rigurosas normas son necesarias para que los controladores aéreos desempeñen sus funciones con seguridad y eficacia.